# ک-۹ (مجموعه تلویزیونی)
ک-۹ یک سریال بریتانیایی/استرالیایی،کمدی/ماجرایی که بر روی ماجراهایی یک سگ دیجیتالی تمرکز می کند.این سریالی است اقتباسی از سریال دکتر هو است.اولین قسمت آن در هالوین سال ۲۰۰۹ پخش شد.